# Guillermo Amor
Guillermo Amor Martínez (Benidorm, 1967. december 4. –) spanyol válogatott labdarúgó, edző.

## Pályafutása
Szülővárosában a Benidorm csapatában kezdet megismerkedni a labdarúgással, majd a Barcelona akadémiájára került. Itt először a B csapatban, majd a felnőttek között bizonyíthatott. Johan Cruijff edzősége idején debütált a katalán csapatban. 1988. szeptember 3-án az RCD Espanyol ellen debütált a bajnokságban a 83. percben váltotta Eusébio cseréjeként. A szezon során kupagyőztesek Európa-kupáját nyertek a klubbal. 10 szezonon keresztül játszott a klubbal és ez időszak alatt az egyik legmeghatározóbb játékosa lett az együttesnek. 5 bajnoki címet, egy bajnokcsapatok Európa-kupáját is szerzett a katalánokkal a többi trófeák mellett. Az 1990-es kupa döntőben a rivális Real Madrid ellen 2-0-ra nyertek, a csapat első gólját ő szerezte a 68. percben.
1998 nyarán Olaszországba igazolt a Fiorentina csapatába és szeptember 12-én az Empoli ellen debütált a bajnokságban. Két szezon alatt 27 tétmérkőzésen lépett pályára, majd visszatért Spanyolországba. A Villarreal játékosa lett, ahol szintén két szezont töltött el. A Real Betis ellen szerezte meg egyetlen gólját a klub színeiben tétmérkőzésen. Utolsó klubja a skót Livingston volt. A Partick Thistle ellen mutatkozott be a 3-1-re végződő bajnoki találkozón.

## Válogatott
1990. november 14-én debütált a csehszlovák labdarúgó-válogatott elleni 1992-es labdarúgó-Európa-bajnokság selejtező mérkőzésén. A következő mérkőzésén az albán labdarúgó-válogatott ellen megszerezte első gólját a címeres mezben. Tagja volt a válogatottnak az 1996-os labdarúgó-Európa-bajnokságon és az 1998-as labdarúgó-világbajnokságon részt vevő csapatnak. Az 1996-os tornán román labdarúgó-válogatott ellen gólt szerzett, az angolok elleni mérkőzésen pedig a hosszabbításban értékesítette a büntetőjét.

## Menedzserként
2014-ben barátja, Josep Gombau hívta az ausztrál Adelaide United csapatához, megfigyelésre. Ezután a klub stábjában kapott szerepet. 2015. július 24-én Gombau családi okok miatt lemondott vezetőedzői posztjáról és Amor váltotta őt. A 2016-os szezonban megnyerte csapatával az alapszakaszt és a rájátszást is.

## Sikerei, díjai

### Játékosként

#### Klub
- Barcelona
  - Bajnokcsapatok Európa-kupája: 1991–92
  - Kupagyőztesek Európa-kupája: 1988–89, 1996–97
  - UEFA-szuperkupa: 1992, 1997
  - Spanyol bajnok: 1990–91, 1991–92, 1992–93, 1993–94, 1997–98
  - Spanyol kupa: 1989–90, 1996–97, 1997–98
  - Spanyol szuperkupa: 1991, 1992, 1994, 1996

### Menedzserként
- Adelaide United
  - A-League alapszakasz: 2015–16
  - A-League rájátszás: 2016